# Liste der Kulturdenkmäler in Rüber
In der Liste der Kulturdenkmäler in Rüber sind alle Kulturdenkmäler der rheinland-pfälzischen Ortsgemeinde Rüber aufgeführt. Grundlage ist die Denkmalliste des Landes Rheinland-Pfalz (Stand: 27. Oktober 2023).

## Einzeldenkmäler
| Bezeichnung                             | Lage                                   | Baujahr                 | Beschreibung | Bild                           |
| --------------------------------------- | -------------------------------------- | ----------------------- | --- | ------------------------------ |
| Schul- und Backhaus                     | Dorfplatz 8 Lage                       | 18. und 19. Jahrhundert | ehemaliges Schul- und Backhaus; Fachwerkbau, teilweise massiv, 18. und 19. Jahrhundert, Erweiterung gegen Ende des 19. Jahrhunderts | BW                             |
| Wegekreuz                               | Küttiger Straße, bei Nr. 2 Lage        | 18. Jahrhundert         | Wegekreuz, wohl aus dem 18. Jahrhundert                                                                                             | Fotos hochladen                |
| Grabkreuze                              | Polcher Straße, auf dem Friedhof Lage  | 18. bis 20. Jahrhundert | Grabkreuze, Basalt, bezeichnet 1732; Grabmal, 20. Jahrhundert; Wegekreuz, bezeichnet 1732                                           | weitere Bilder Fotos hochladen |
| Wegekreuz                               | Polcher Straße Lage                    | 1804                    | Wegekreuz, Basalt, bezeichnet 1804                                                                                                  | Fotos hochladen                |
| Katholische Filialkirche St. Margaretha | St.-Margarethen-Straße 3 Lage          | 1908                    | neugotischer Basaltsaalbau, 1908, mit bauzeitlicher Ausstattung                                                                     | weitere Bilder Fotos hochladen |
| Kriegerdenkmal                          | St.-Margarethen-Straße, bei Nr. 3 Lage | um 1920                 | Kriegerdenkmal, Basalt mit Relief                                                                                                   | weitere Bilder Fotos hochladen |
| Wegekreuz                               | St.-Margarethen-Straße, bei Nr. 3 Lage | 1701                    | Wegekreuz, bezeichnet 1701 | Fotos hochladen                |
| Bildstock                               | nordöstlich des Ortes Lage             | 18. Jahrhundert         | Bildstock, 18. Jahrhundert | Fotos hochladen                |
| Schäfersmühle                           | südlich des Ortes Lage                 | 1748                    | Hofreite; Bruchsteingebäudegruppe, teilweise Fachwerk, bezeichnet 1748 und 1830                                                     | BW                             |